# Charles Gounod

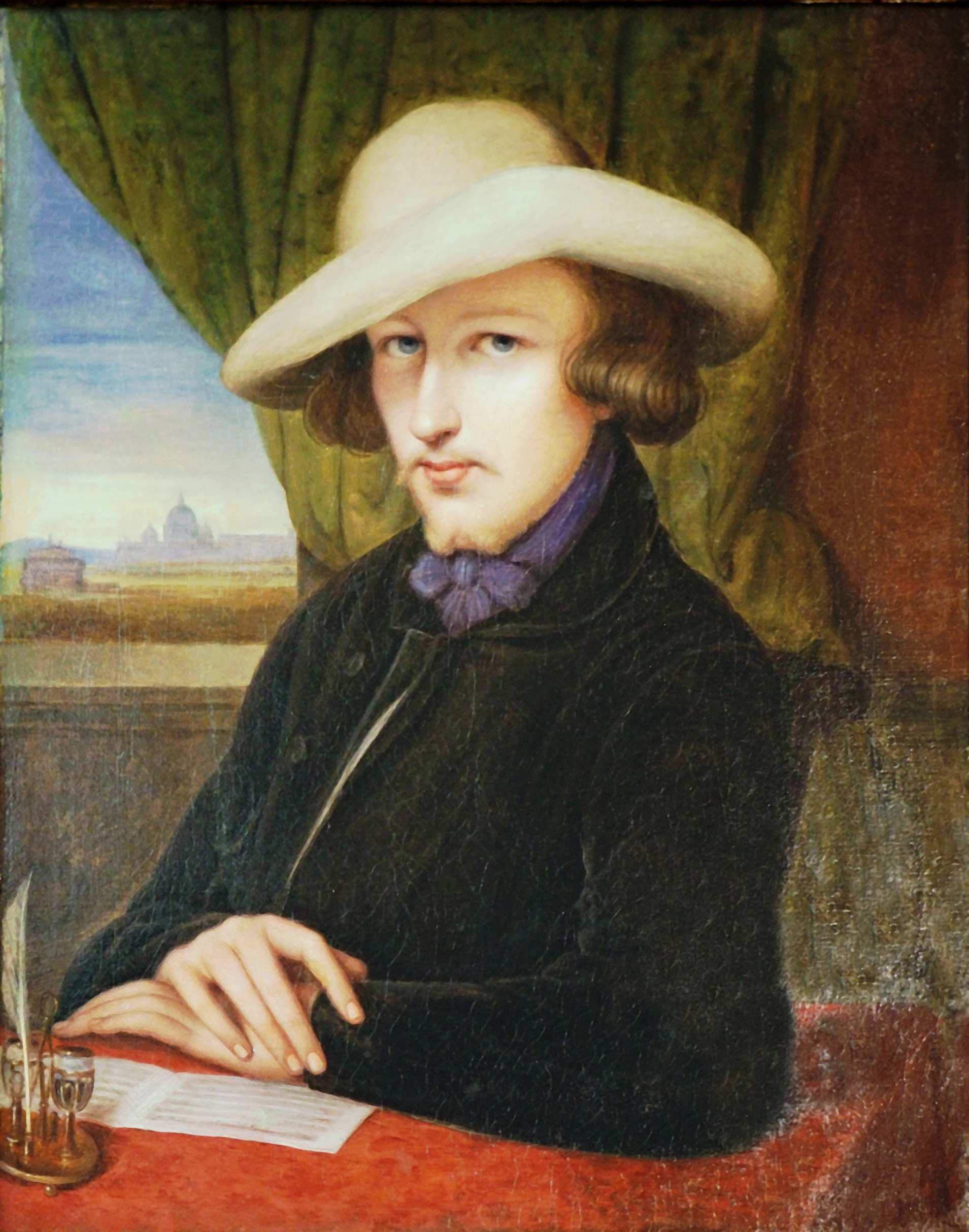
Porträt Charles Gounod, von Imanuel Heinrich Lengerich

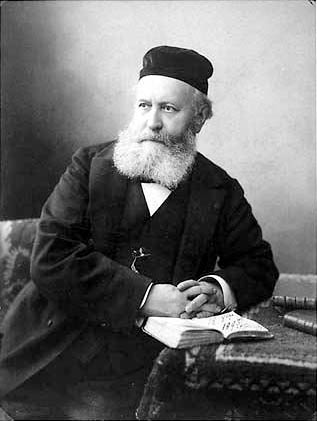
Charles François Gounod

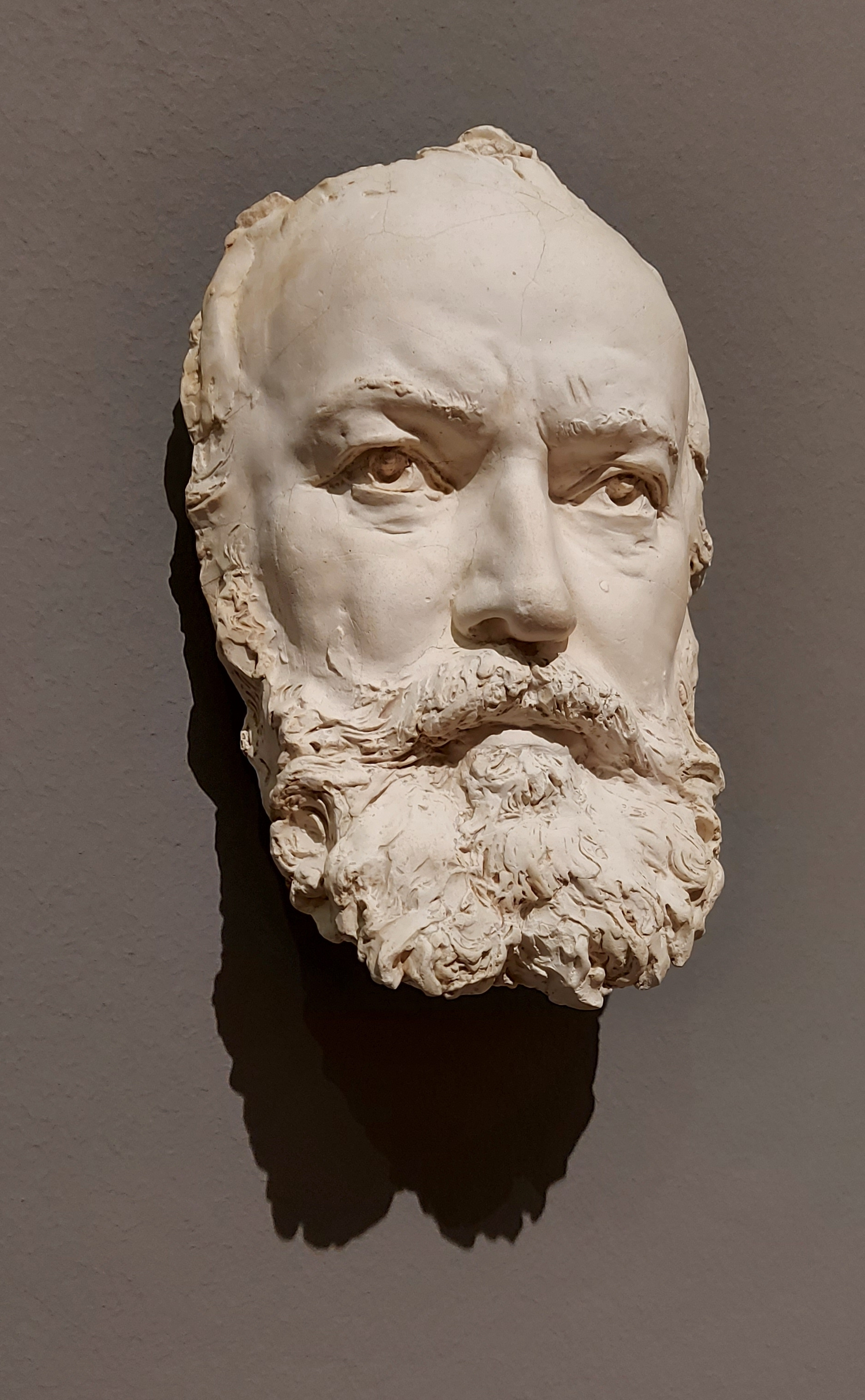
Gounod, Bildnismaske von Zacharie Astruc, 1882–1884

Charles François Gounod (* 17. Juni 1818 in Paris; † 18. Oktober 1893 in Saint-Cloud) war ein französischer Komponist. Zu seinen bekanntesten Werken zählt die Oper Faust, die in Deutschland manchmal auch unter dem Titel Margarethe aufgeführt wird.

## Leben
Charles Gounod, Sohn des Malers François-Louis Gounod (1758–1823) und der Pianistin Victoire, geborene Lemachois, erhielt bereits früh Musikunterricht von seiner Mutter. Nach dem Besuch des Lycée Saint-Louis in Paris bis 1835 studierte er zunächst privat bei Anton Reicha, einem böhmischen Komponisten, und ab 1836 am Pariser Konservatorium bei Fromental Halévy, Jean-François Lesueur und Ferdinando Paër Musik. 1839 erhielt er den Prix de Rome für seine Kantate Fernand und reiste nach Italien, um die Musik der alten Meister, vor allem Palestrinas, kennenzulernen. 1842 verließ er Rom Richtung Wien und gelangte 1843 über Berlin und Leipzig, wo er Felix Mendelssohn Bartholdy und dessen Schwester Fanny Hensel kennenlernte, wieder nach Paris.
Nach seiner Rückkehr wurde Gounod Kirchenkapellmeister, Chorleiter und Organist in der Kirche der Missions Étrangères von Paris. Sein Wunsch bestand zu dieser Zeit eigentlich darin, Priester zu werden, und er studierte daher von 1846 bis 1848 an Saint-Sulpice Theologie. Ein Requiem, das er in diesem Jahr zu schreiben begonnen hatte, blieb unvollendet, da er sich zwischenzeitlich gegen den Orden entschieden hatte. Das Gelübde legte er auch deshalb nicht ab, weil er sich doch mehr zur Musik hingezogen fühlte. Nach 1848 wandte er sich stärker der Opernkomposition zu. Mit Unterstützung der Sängerin Pauline Viardot erlangte er von Emile Augier das Libretto der Oper Sappho, deren Aufführung 1851 jedoch weder in Paris noch im Covent Garden in London Erfolg beschieden war. 1852 heiratete er Anna Zimmermann (1829–1907), die Tochter eines Klavierlehrers am Konservatorium. Von 1852 bis 1860 war Gounod Direktor des Orphéon de la Ville de Paris, des größten Männerchores der Stadt. 1854 stellte er die Oper La nonne sanglante fertig, aber auch damit hatte er keinen Erfolg. Im Jahre 1858 komponierte er Le Medicin malgré lui nach der gleichnamigen Komödie von Molière, ebenfalls ohne großen Erfolg. Erst seine Oper Faust brachte ihm 1859 den Durchbruch als angesehener Komponist und gilt bis heute als sein Meisterwerk. Die Uraufführung fand am 19. März 1859 im Théatre Lyrique in Paris statt. (In Deutschland wird diese Oper gerne unter dem Titel Margarethe gespielt, um den Unterschied zu Goethes Faust zu unterstreichen.) Gounod wurde einer der angesehensten Vertreter der typisch französischen Opéra lyrique, obwohl die meisten seiner zwölf Opern heute nicht mehr auf dem Spielplan stehen. Ein Jahr darauf wurde seine Oper Philémon et Baucis uraufgeführt; ein Jahr später brachte er La colombe heraus. Von Großherzog Ludwig III. von Hessen erhielt er 1861 für sein hervorragendes Schaffen die „Goldene Verdienstmedaille für Wissenschaft, Kunst, Industrie und Landwirtschaft“. Dies war ihm Ansporn, die Erfolgskette nicht abreißen zu lassen. So stellte er 1862 die Oper La Reine de Saba  fertig und 1864 wurde sein recht erfolgreiches Werk Mireille uraufgeführt. Diese Schaffensperiode schloss er dann mit der Oper Roméo et Juliette (Uraufführung am 27. April 1867 am Théatre Lyrique in Paris) ab.
Aufgrund des Deutsch-Französischen Krieges 1870/71 lebte er von 1870 bis 1874 in London und gründete dort den Gounod’s Choir, aus dem später die Royal Choral Society hervorging. Zahlreiche Oratorien und Chorwerke sind Ausdruck seines Schaffens als Chorleiter und Komponist. Im Alter wandte sich der tief religiöse Gounod erneut der Kirchenmusik zu. Seine Oratorien machten ihn zu einem reichen Mann, doch ihr ans Sentimentale grenzender lyrischer Stil ließ sie schnell wieder in Vergessenheit geraten. Sehr bekannt ist seine Méditation sur le 1er prélude de Bach, eine Melodie, die er 1852 auf das Präludium C-Dur des 1. Teils des Wohltemperierten Klaviers von Johann Sebastian Bach für Violine und Klavier schrieb und 1859 mit dem Text des Ave Maria unterlegte. Dieses Ave Maria von Bach/Gounod gilt weltweit als eines der populärsten Stücke der klassischen Musik überhaupt.
Mit den späteren Opern Cinq Mars (1877), Polyeucte (1878) und Le tribut de Zamora (1881) gelang es ihm nicht, an die erfolgreichen Jahre vor dem Deutsch-Französischen Krieg anzuknüpfen.
1866 wurde er Mitglied der Académie des Beaux-Arts. Die Académie royale des Sciences, des Lettres et des Beaux-Arts de Belgique (Classe des Beaux-Arts) nahm ihn 1872 als assoziiertes Mitglied auf.
Charles-François Gounod starb 1893 in Saint-Cloud in der Nähe von Paris, während er an einem Requiem arbeitete.

## Auszeichnung

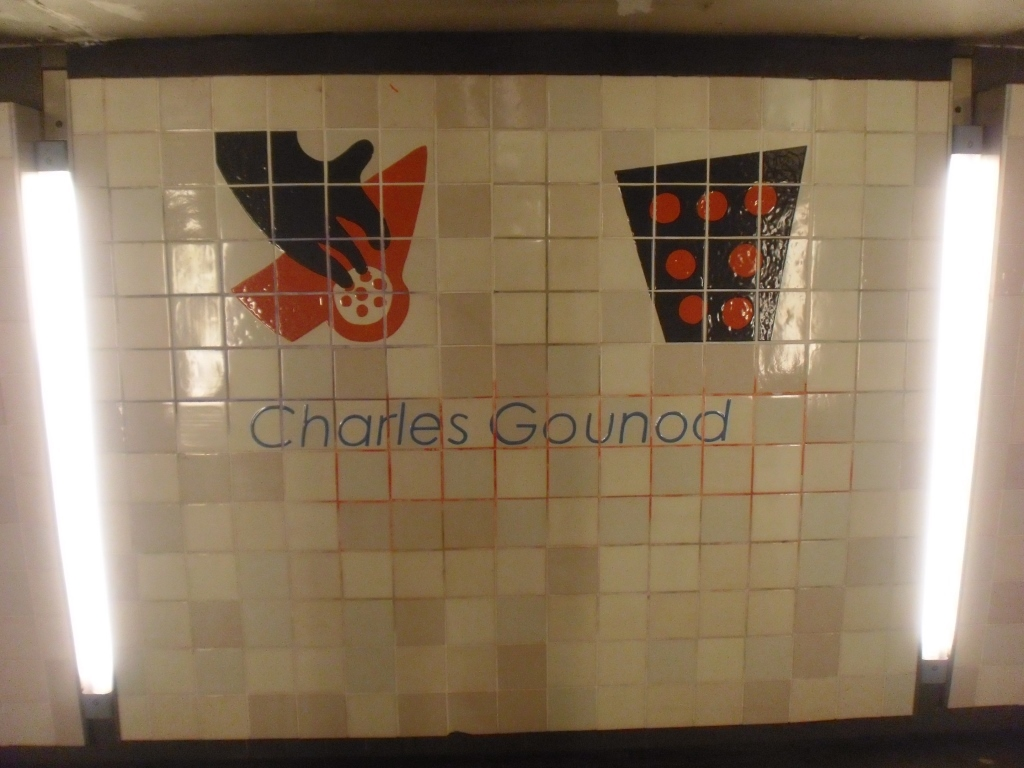
Erinnerung an Charles Gounod im U-Bahnhof Deutsche Oper in Berlin

Für sein musikalisches Schaffen erhielt Gounod vom Großherzog Ludwig III. von Hessen am 25. Februar 1861 die Goldene Verdienstmedaille für Wissenschaft, Kunst, Industrie und Landwirtschaft verliehen. Gounod war zuvor von Paris nach Darmstadt gereist, um am Abend des 17. Februar 1861 der Vorstellung seiner Oper Faust im Darmstädter Hoftheater beizuwohnen. In Anerkennung seines musikalischen Schaffens wurde er 1888 zum Großoffizier der Ehrenlegion ernannt.

## Werke (Auswahl)
Opern
- Sapho (1851) O ma lyre immortelle (Sapho) gesungen von Ernestine Schumann-Heink (Aufnahme 1909)
- La nonne sanglante (1854)
- Le médecin malgré lui (Der Arzt wider Willen), nach der gleichnamigen Komödie von Molière (1858)
- Faust (Margarethe) (1859)
- Philémon et Baucis (Philemon und Baucis) (1860)
- La colombe (1860)
- La reine de Saba (Die Königin von Saba) (1862)
- Mireille (1864)
- Roméo et Juliette (Romeo und Julia) (1867)
- Cinq Mars (1877)
- Polyeucte (1878, nach Pierre Corneilles gleichnamiger Tragödie von 1642, basierend auf dem Märtyrerbericht des hl. Polyeuktos)
- Le tribut de Zamora (Der Tribut von Zamora) (1881)

Schauspielmusik
- Ulysse (1852)
- Le bourgeois gentilhomme (Der Bürger als Edelmann) (1852)
- Les deux reines (1872)
- Jeanne d’Arc (1873)
- Drames sacrés (1893)

Oratorien und Kantaten
- Tobie. Kleines Oratorium (1854)
- Le temple de l’harmonie. Kantate (1862)
- A la frontière. Kantate (1870)
- Gallia: Lamentation. Motette (1871)
- Jésus sur le lac de Tibériade. Scène biblique (1874)
- La rédemption. Geistliche Trilogie (Birmingham Triennial Music Festival, 1882)
- Mors et vita. Geistliche Trilogie (1885, Birmingham Triennial Music Festival)

Messen
- Première Messe Solennelle à grand orchestre g-Moll CG 54 (1839, unveröffentlicht)
- Messe à grand orchestre a-Moll CG 55 (1840)
- Vokalmesse pour la fête de l’Annonciation c-Moll CG 63 (1843)
- Messe [Nr. 1] As-Dur CG 64 (1844)
- Messe brève C-Dur CG 65 (1845) – Bearbeitung:
  - Messe Nr. 5 aux séminaires C-Dur CG 65a (1871)
- Messe brève et salut Nr. 1 op. 1 c-Moll CG 66 (1846)
- Messe für Männerchor Nr. 2 ohne Gloria C-Dur, a cappella CG 67 (1845)
- Messe für Männerchor Nr. 3 ohne Gloria a-Moll, a cappella CG 68 (1845)
- Messe à 5 voix libres Es-Dur CG 69 (1848)
- Messe c-Moll (Messe Nr. 1 aux Orphéonistes) CG 70 (1853)
- Messe solennelle en l’honneur de Sainte-Cécile G-Dur „Cäcilienmesse“ CG 56 (1855)
- Messe Nr. 2 aux sociétés chorales G-Dur CG 71 (1862) – Bearbeitungen:
  - Messe Nr. 3 aux communautés religieuses G-Dur CG 71a (1882)
  - Messe brève no. 6 aux cathédrales G-Dur CG 71b (um 1890)
- Messe à la Congrégation des dames auxiliatrices de l’Immaculée Conception C-Dur CG 72 (1876) – Bearbeitung:
  - Messe brève Nr. 7 aux chapelles C-Dur CG 72b (um 1890)
- Messe brève pour les morts F-Dur (Requiem) CG 78 (1872–1873)
- Missa angeli custodes C-Dur CG 73 (1873)
- Messe de Sacré-Coeur de Jésus C-Dur CG 58 (1876)
- Messe funèbre F-Dur CG 79 (1876)
- Messe solennelle Nr. 3 de Pâques Es-Dur CG 59 (1882)
- Messe à la mémoire de Jeanne d’Arc F-Dur CG 74 (1887)
- Messe chorale Nr. 4 sur l’intonation de la liturgie catholique g-Moll CG 60 (1888)
- Messe de St. Jean, d’après le chant grégorien C-Dur CG 61 (1888)
- Messe dite de Clovis, d’après de chant grégorien C-Dur CG 62 (1890)
- Requiem C-Dur CG 80 (1891/95)

Orchesterwerke
- Sinfonie Nr. 1 D-Dur (1855)
- Sinfonie Nr. 2 Es-Dur (1855)
- Trauermarsch für eine Marionette d-Moll (1873)
- Hochzeitsmarsch Nr. 2 A-Dur (1882)
- Fantaisie sur l’hymne national russe (1885)
- Le rendez-vous. Suite de valse D-Dur (1847 ?)
- Sinfonie Nr. 3 C-Dur (Fragment)

Kammermusik
- Hochzeitsmarsch Nr. 1 C-Dur für 3 Posaunen und Orgel (1882)
- Petite symphonie für Bläser (1885)
- Streichquartett Nr. 3 a-Moll (1890)

Weitere Werke
Zahlreiche weitere Chorwerke, Klavierlieder, Klavier- und andere Instrumentalstücke.
Gounod komponierte auch die heutige Hymne des Vatikans, siehe Inno e Marcia Pontificale.
Einem breiten Publikum bekannt ist auch die Titelmelodie der US-amerikanischen Fernsehserie Alfred Hitchcock Presents, die das Hauptthema aus Gounods Marche funèbre d’une marionnette „Trauermarsch einer Marionette“ zitiert.

## Hausorgel

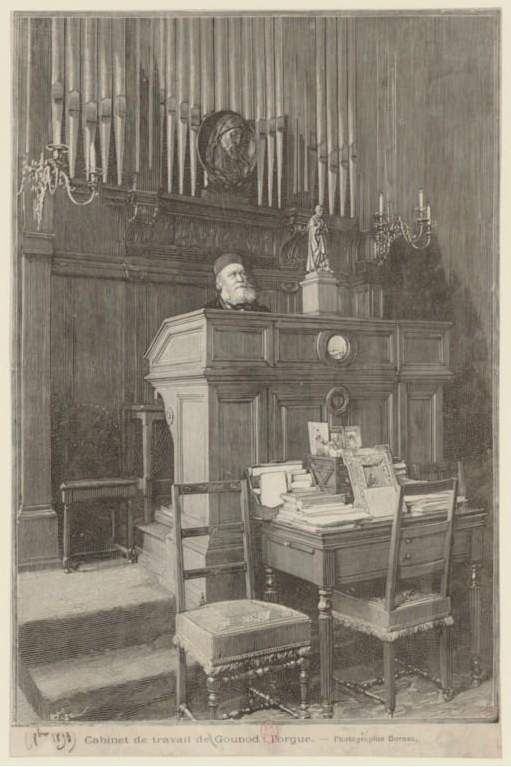
Gounod an seiner Hausorgel

Die Hausorgel von Gounod wurde 1879 von Aristide  Cavaillé-Coll erbaut und blieb nach seinem Tod bis 1937 in seinem Salon. 1937 wurde sie an das Institut des sourds et des aveugles in Bordeaux gegeben. Ab 1976 stand das Instrument in einem Mehrzwecksaal in Ambarès-et-Lagrave. 2009 wurde das Instrument als monument historique klassifiziert und steht nach einer Restaurierung 2019/2020 in La Sauve in der Pfarrkirche St. Pierre.
Die Disposition lautet:
| I Grand-Orgue expressif C–g3 |     |
| Bourdon                      | 16′ |
| Bourdon                      | 08′ |
| Principal                    | 08′ |
| Prestant                     | 04′ |
| Octavin                      | 02′ |

| II Récit expressif C–g3 |    |
| Gambe                   | 8′ |
| Voix céleste            | 8′ |
| Flûte harmonique        | 8′ |
| Flûte octaviante        | 4′ |
| Basson-hautbois         | 8′ |
| Trompette               | 8′ |

| Pédale C–f1                |     |
| Flûte                      | 16′ |
| Soubasse (du Grand-Orgue)  | 16′ |
| Basse (du Grand-Orgue)     | 8′  |
| Trombone (du Récit)        | 8′  |
| Flûte (extension Flûte 16) | 4′  |

- Pédales de combinaison: tirasses GO et Récit, expression GO et Récit, accouplement, appels anches Récit, trémolo.